# Hyposmocoma auroargentea
Hyposmocoma auroargentea (лат.) — вид моли эндемичного гавайского рода Hyposmocoma подрода Euperissus.

## Описание
Беловатые бабочки с размахом крыльев 15-16 мм. Передние крылья сверху блестящие, серебристо-белые, с мышино-серым рисунком. Нижняя сторона крыльев тёмно-свинцово-серая. Задние крылья и бахрома из ресничек свинцово-серые. Брюшко тёмно-свинцово-серое. Ноги серовато-черные.

## Распространение
Встречается на острове Мауи.